# ليزا جان مور
ليزا جان مور (بالإنجليزية: Lisa Jean Moore)‏ هي عالمة اجتماع أمريكية، ولدت في 2 يناير 1967.